# Nave a palo

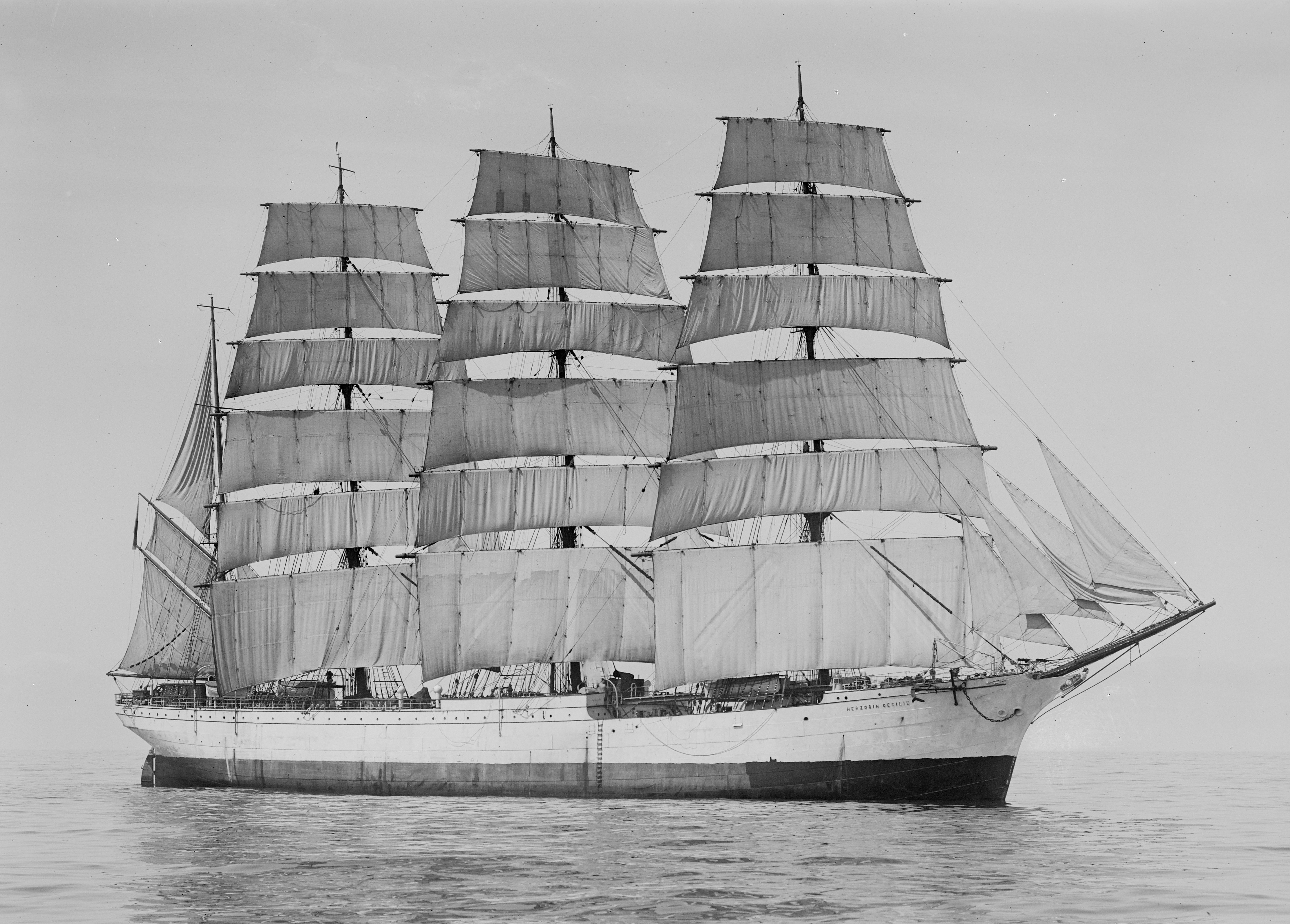
La Herzogin-Cecilie

Nave a palo (in francese Grand voilier en fer, in inglese Iron-hulled sailing ships) è una tipologia di navi da trasporto a vela che venne realizzata tra la fine del XIX e l'inizio del XX secolo. Caratteristica principale di questa nuova tipologia di velieri era rappresentata dalla loro costruzione in metallo e non in legno. Di solito erano dotate di 3 - 5 alberi armati con vele quadre. Questa configurazione dava loro un profilo caratteristico. 

## Storia

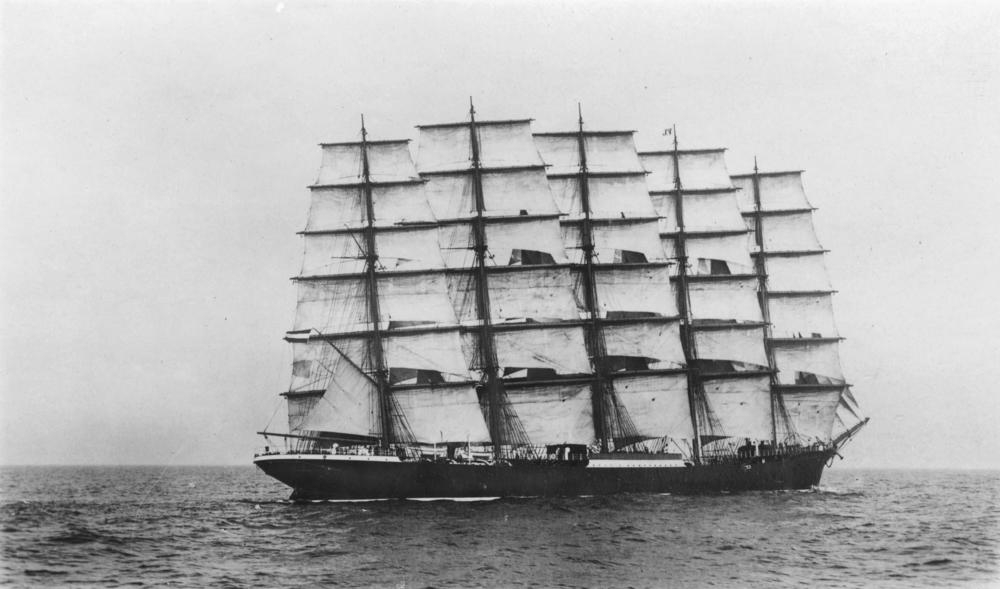
Preussen

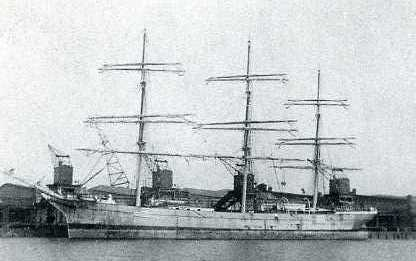
Seeadler

Il più grande windjammer mai costruito fu il Preussen, una nave a 5 alberi a vele quadre. Il suo dislocamento era di 11.600 tons (10.523 t) e, nella traversata dell'Oceano Atlantico, poteva mantenere una velocità media di 16 nodi. La produzione principale di queste navi avvenne tra il 1870 e 1890, quando la navigazione a vapore, che era indipendente dal vento, cominciò a renderle poco economiche. Nello stesso periodo si iniziò ad utilizzare l'acciaio, al posto del ferro, per la costruzione degli scafi.
Queste navi vengono spesso confuse con i Clipper ma, pur simili nella forma, si tratta di due tipologie di navi completamente separate. Il Clipper era una nave progettata in funzione della velocità mentre i windjammer lo erano per la capacità di carico e la maneggevolezza. Molti Clipper avevano una costruzione mista e velatura completa ma una capacità di carico inferiore alle 1.000 tons (907 t). I windjammer erano invece di costruzione interamente metallica ed avevano, come visto sopra, una capacità di carico molto elevata. Inoltre l'era dei Clipper si avviava alla fine proprio nel momento nel quale iniziarono a comparire i windjammer.
Tra il 1916 e il 1917 la Marina Imperiale Tedesca utilizzò il Seeadler che divenne così una delle ultime navi a vela utilizzate in un conflitto. L'impiego principale dei windjammer restò però quello commerciale e, sebbene considerati ormai obsoleti, alcuni restarono in servizio fino agli anni cinquanta del ventesimo secolo. Con l'avvento del vapore prima e del motore diesel poi, finirono per occupare una nicchia nel trasporto di merci rappresentata dai collegamenti con quei porti che non disponevano di riserve di acqua o di combustibile. In particolare furono impiegati in alcune zone dell'Australia nel trasporto della lana o da e per le isole più lontane per il trasporto del guano.

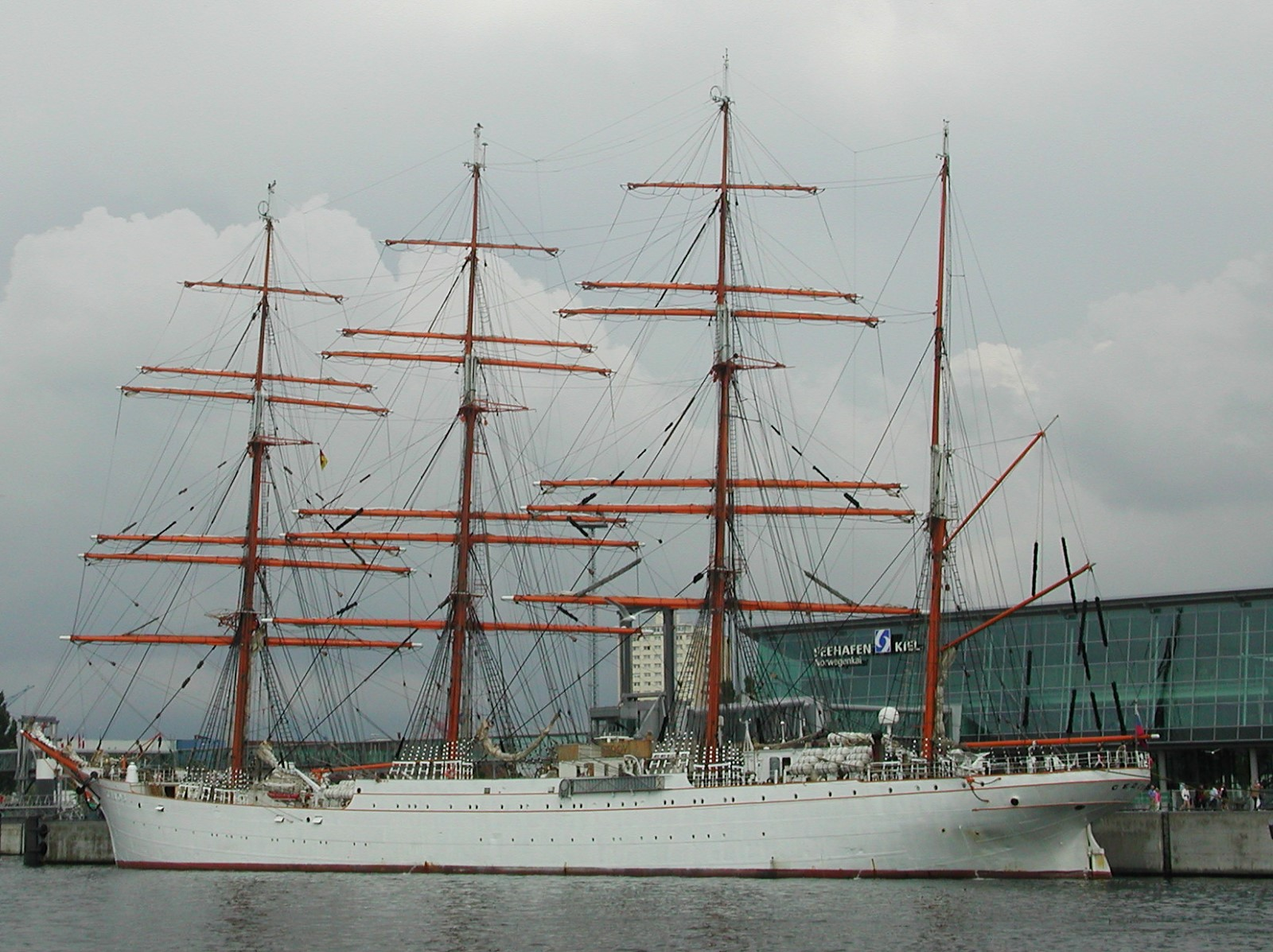
Il Sedov

Ai giorni nostri la più grande nave a palo esistente ancora in attività è la nave scuola russa Sedov mentre il quattro alberi Moshulu, che può vantare il titolo di più grande nave a palo esistente, è stato trasformato e viene utilizzato come ristorante di lusso a Filadelfia, USA. Spesso è possibile vedere altri esemplari di queste navi durante le principali manifestazioni dedicate alle imbarcazioni a vela. Le Sea Cloud e Sea Cloud II fanno parte di una società di crociere di Amburgo e effettuano viaggi turistici nel mediterraneo, l'atlantico, e nel nord europa.

## Descrizione
I windjammer, che spesso erano dei brigantini o full-rigged ship, costituiscono le più grandi navi a vela mai costruite e potevano stazzare alcune migliaia di tonnellate. I vantaggi di queste navi erano dati principalmente dalla loro costruzione in metallo che rendeva la loro produzione e manutenzione più economica di una nave a vela in legno di pari dimensioni. Lo scafo in metallo era più resistente e quindi permetteva sia il trasporto di un carico maggiore che la realizzazione di una nave di dimensioni più grandi. La produzione poteva poi essere effettuata in serie sfruttando così i rilevanti vantaggi dati dall'economia di scala. Lo stesso materiale, ferro prima acciaio poi, con il quale venivano realizzate era di per sé meno costoso del legno. Inoltre lo scafo risultava più sottile e quindi lo spazio interno era maggiore.
La configurazione tipica del windjammer era costituita da un veliero con quattro alberi che sfruttava tutti i più recenti ritrovati tecnologici dell'epoca oltre all'esperienza che si era accumulata in migliaia di anni di navigazione a vela. Su di essi erano montate vele semi meccanizzate, alberi profilati in acciaio e, dove era possibile, manovre e sartiame in acciaio. Il loro scafo era poi progettato, dal punto di vista idrodinamico, specificatamente per la navigazione a vela e questa caratteristica rendeva queste navi molto veloci. Navi dotate di quattro alberi potevano raggiungere velocità medie di 15 nodi e alcune avevano registrato regolarmente velocità di 18 nodi. La Herzogin Cecilie aveva raggiunto una velocità massima di 21 nodi. 
Queste velocità continuarono a renderle competitive sulle lunghissime distanze contro le prime navi a vapore che raggiungevano una velocità di 8 nodi. Inoltre l'equipaggio richiesto per governare questi velieri era incredibilmente ridotto e alcuni di essi avevano un equipaggio di sole 14 persone. In ogni caso l'equipaggio tipico era composto da comandante, secondo, nostromo, 15 marinai esperti e 5 apprendisti. Nel suo ultimo viaggio commerciale attorno a Capo Horn, avvenuto nel 1949 sotto la bandiera finlandese, la Pamir aveva un equipaggio di 34 persone. Gli ufficiali erano cinque (comandante, primo ufficiale, secondo ufficiale, terzo ufficiale e nostromo), 14 marinai esperti, 5 marinai semplici e 5 mozzi di coperta, cuoco, assistente di cucina, cameriere e aiuto cameriere e infine un meccanico.
L'armo di queste navi aveva prestazioni migliori di quelle delle golette e poteva navigare seguendo il vento meglio di una normale nave con tre alberi o più ed infine era più maneggevole di una nave dotata di sole vele quadre. La capacità di carico variava tra le 2.000 e le 5.000 tons (1.814 - 4.536 t). Il loro carico tipico era costituito da guano, legno grezzo, grano o carbone.